# Szwajcarski nóż oficerski
Szwajcarski nóż oficerski (niem. Schweizer Offiziersmesser, fr. Couteau suisse, wł. Coltellino svizzero,  ang. Swiss Army Knife) – wielofunkcyjny scyzoryk produkowany w różnych odmianach przez dwa szwajcarskie przedsiębiorstwa rodzinne: Victorinox i Wenger. 

## Historia
Początkowo był wyposażony w ostrze, szydło, otwieracz do puszek oraz śrubokręt. Nóż, który został opatentowany 12 czerwca 1897 miał dwa ostrza (długie i krótkie), otwieracze do puszek, szydło, śrubokręt oraz jako nowość – ostrze do ścierania atramentu z papieru i korkociąg.
W ciągu ponad stuletniej historii szwajcarskiego noża oficerskiego stworzono wiele różnych modeli zawierających dodatkowe narzędzia, takie jak piłka do drewna, nożyczki, otwieracz do butelek, specjalizowane ostrza i śrubokręty, czy nawet tak wymyślne dodatki jak latarka, lupa, zegar z budzikiem, wysokościomierz, a nawet pamięć flash czy odtwarzacz MP3. Większość współczesnych modeli szwajcarskiego noża oficerskiego zawiera dodatkowe drobne akcesoria jak plastikowa wykałaczka, pęseta czy prosty długopis ukryte w wycięciach okładek rękojeści. Najbardziej złożony model (Wenger, wyprodukowany w 2007) miał 87 różnych narzędzi i 141 funkcji.
Zmiany nie ominęły okładek rękojeści. Początkowo drewniane, z czasem w większości modeli zostały zastąpione tworzywami sztucznymi (celidor) bądź aluminium. Większość modeli szwajcarskiego noża oficerskiego ma okładki rękojeści w kolorze czerwonym.
W ciągu ostatnich dziesięcioleci powstały liczne noże i narzędzia wywodzące się ze szwajcarskiego noża oficerskiego, np. większe noże składane z blokadą, miniaturki w formie breloczka do kluczy, czy Swisscard – szwajcarski nóż oficerski w formie karty kredytowej. Katalog przedsiębiorstwa Victorinox obejmuje kilkaset modeli i wariantów szwajcarskiego noża oficerskiego i pokrewnych narzędzi.
Jedyne oryginalne (używane przez armię szwajcarską) szwajcarskie noże oficerskie produkowane były przez dwa przedsiębiorstwa: Victorinox i Wenger. W 2005 Victorinox przejął przedsiębiorstwo Wenger, zachowując jednak jego markę. Ze względu na popularność i jakość wykonania szwajcarskich noży oficerskich powstało wiele ich kopii i imitacji (np. polski Gerlach NK-624), zazwyczaj gorszej jakości.
Szwajcarski nóż oficerski stał się produktem znanym na całym świecie. Poza armią szwajcarską wykorzystywany jest np. w NASA.

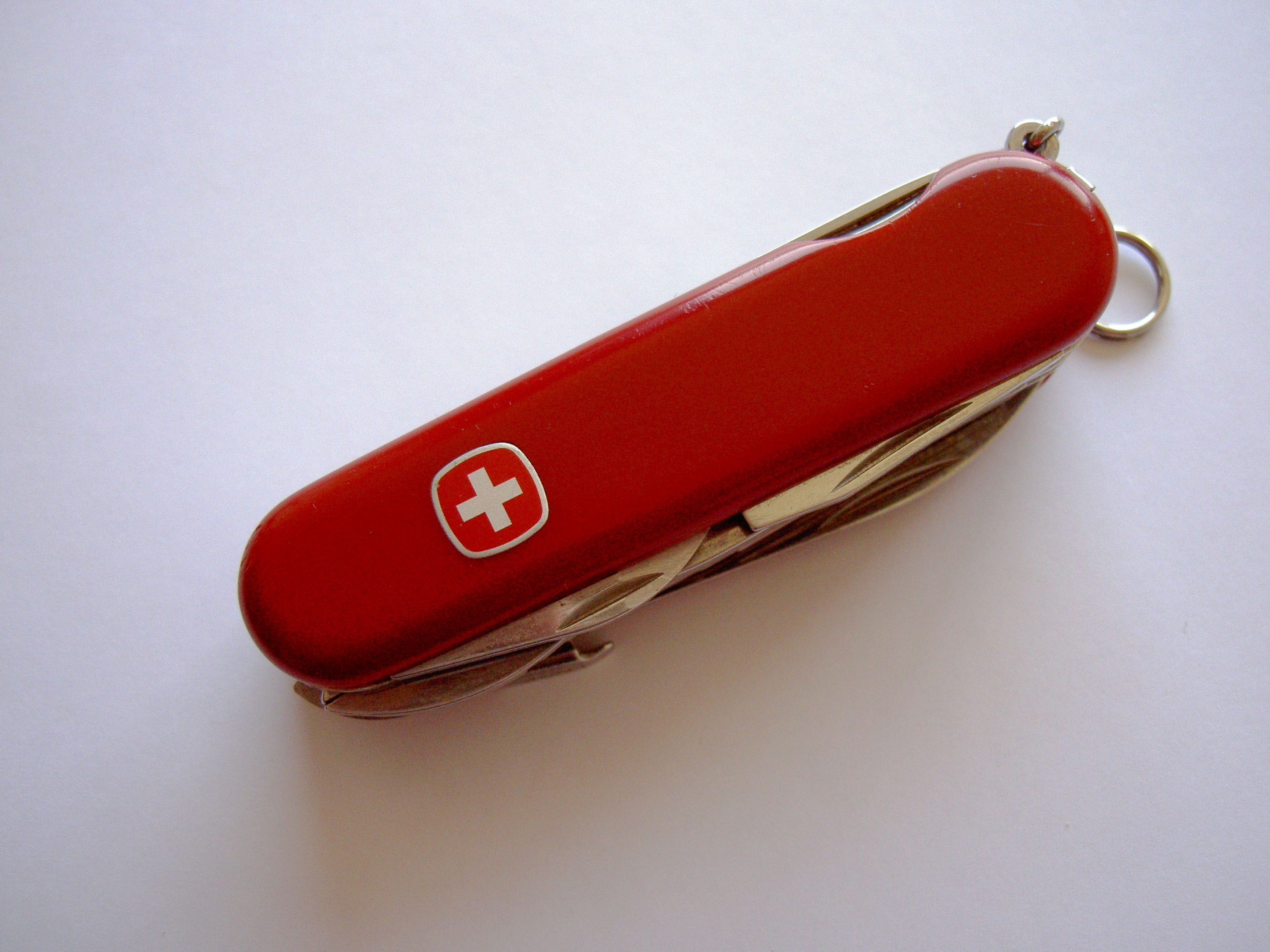
Szwajcarski nóż oficerski produkcji Wengera
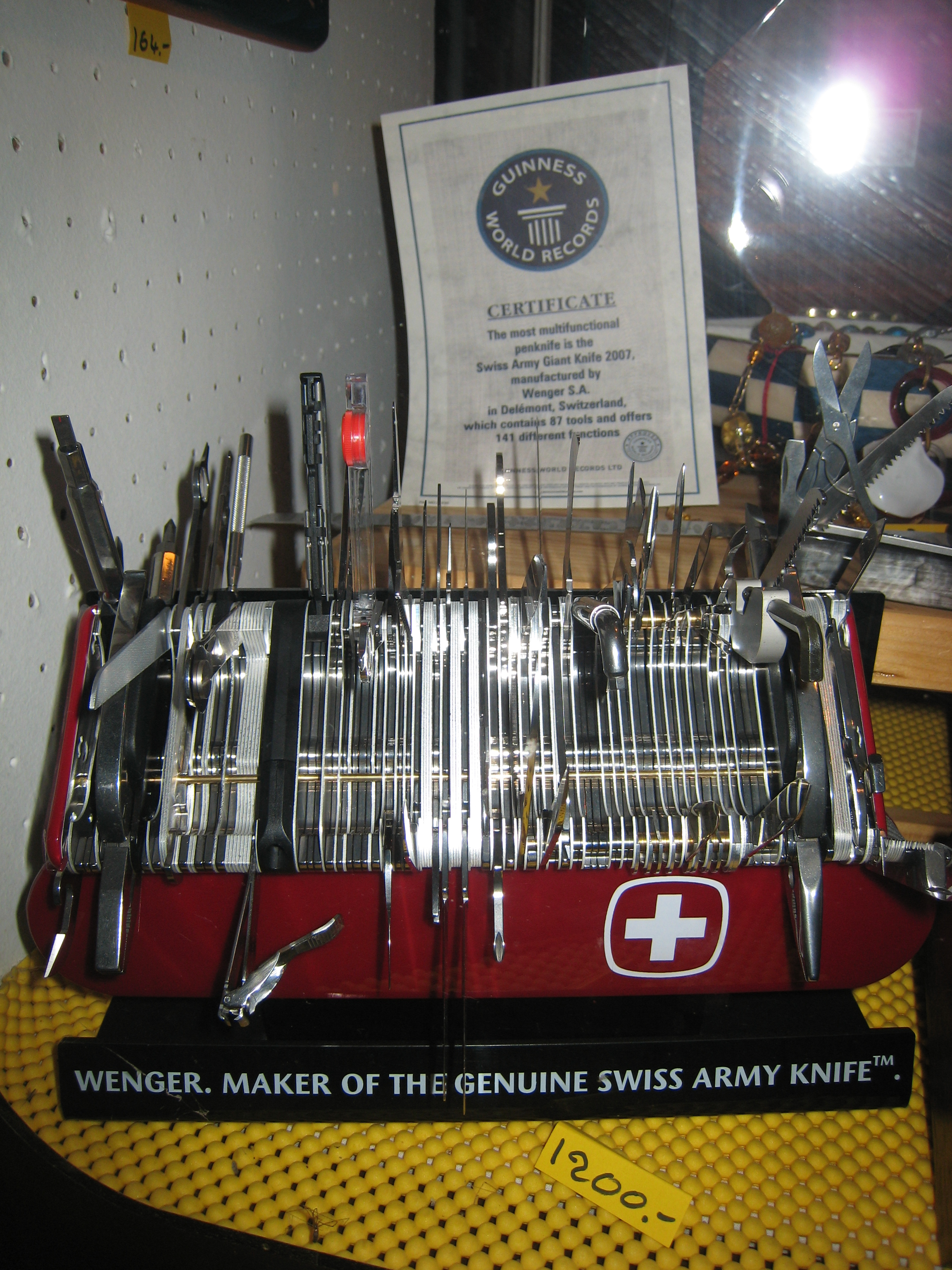
Wenger The Giant (87 narzędzi)
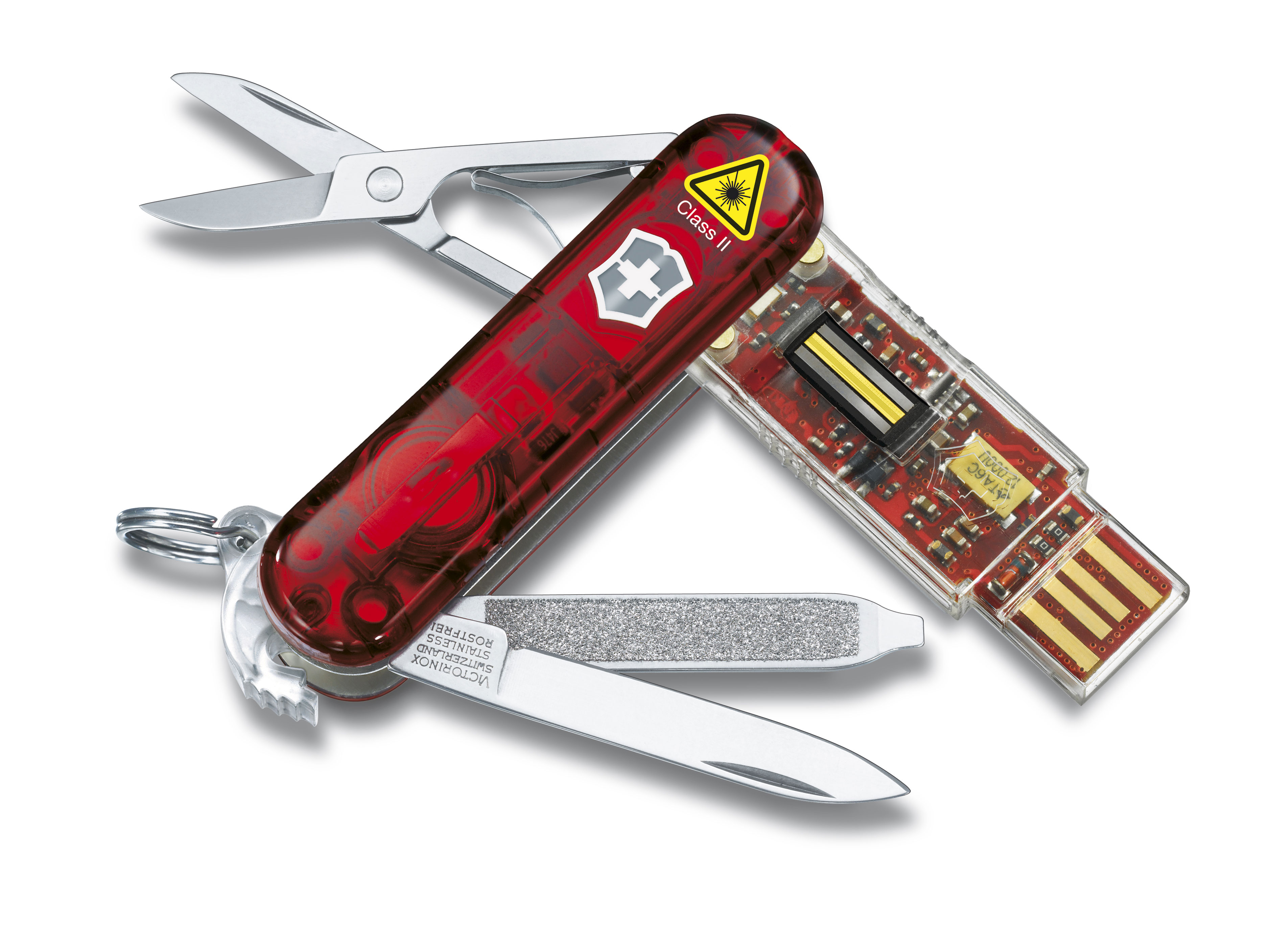
Victorinox wyposażony w pendrive

## W kulturze masowej
- Szwajcarski nóż oficerski jest głównym narzędziem Angusa MacGyvera – bohatera amerykańskiego serialu MacGyver.
- Określenie „szwajcarski scyzoryk” stało się synonimem niezawodnego wielozadaniowego narzędzia.